# Tremplin Toni Seelos
Le tremplin Toni Seelos est un tremplin de saut à ski situé à Seefeld in Tirol en Autriche.

## Historique
Le tremplin est construit en 1931 sous le nom de Jahnschanze. En 1948, il est renommé tremplin Toni Seelos en l'honneur de ce champion. Il accueille l'épreuve du petit tremplin ainsi que l'épreuve de saut du combiné nordique lors des Jeux olympiques d'hiver de 1964 et de 1976 (le tremplin de Bergisel est le grand tremplin). En 2010, le tremplin est détruit et remplacé par deux nouveaux tremplins de HS 75 et 109.

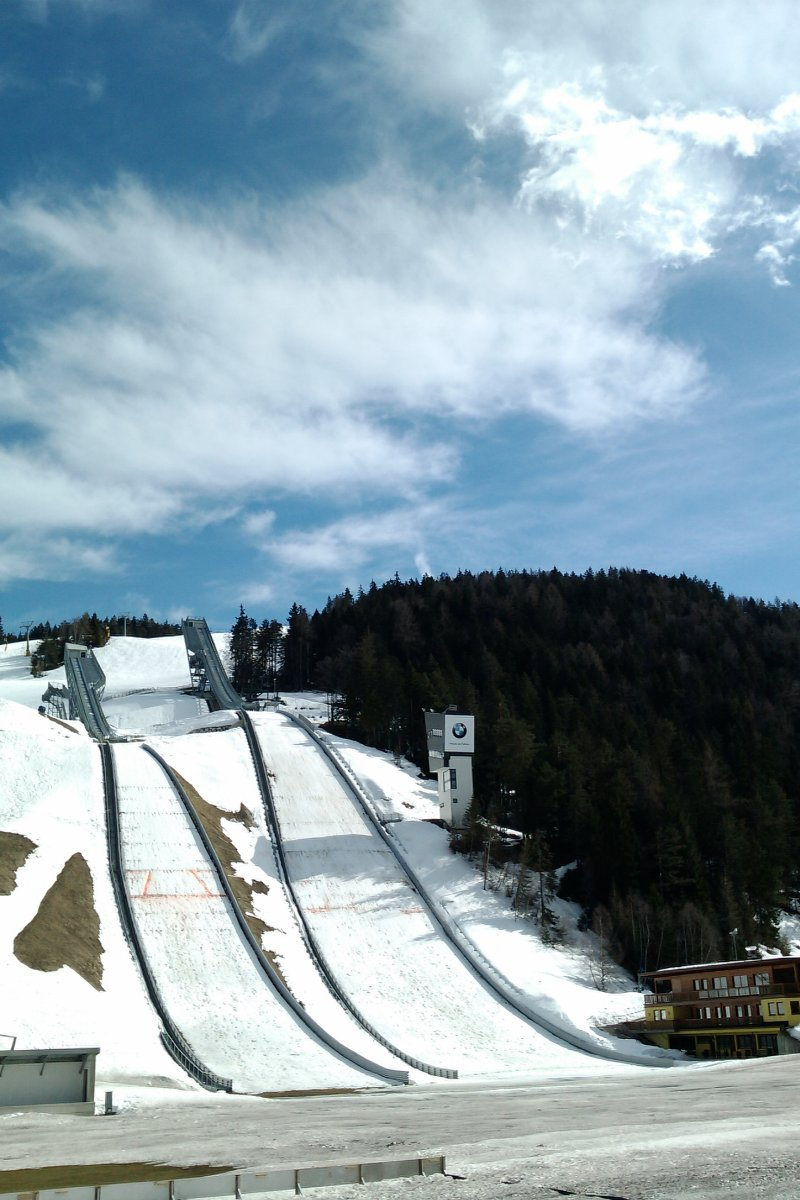
Le site
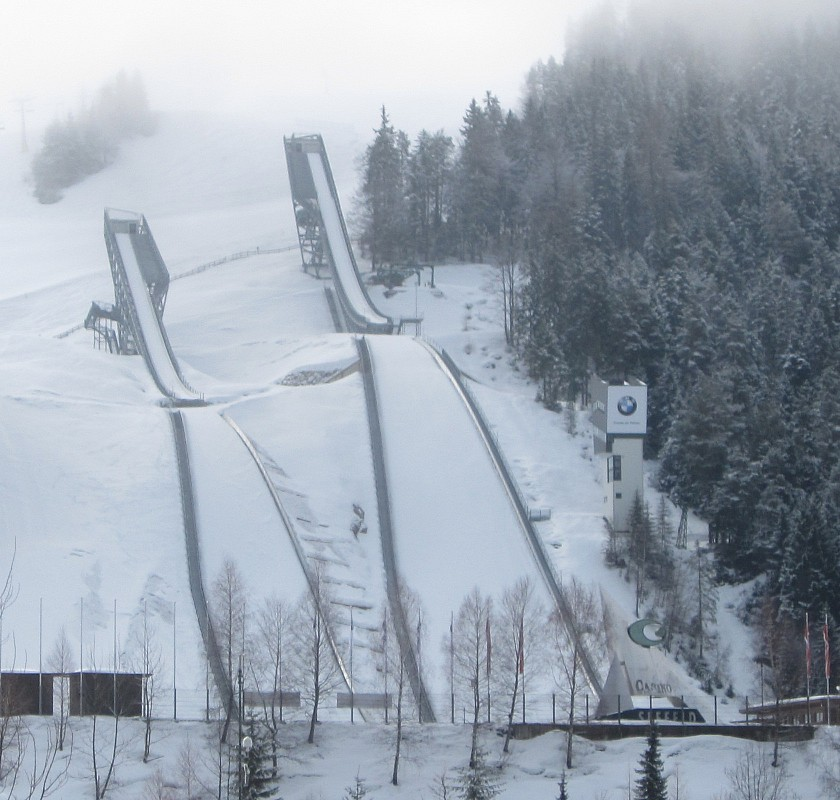
Les tremplins en hiver
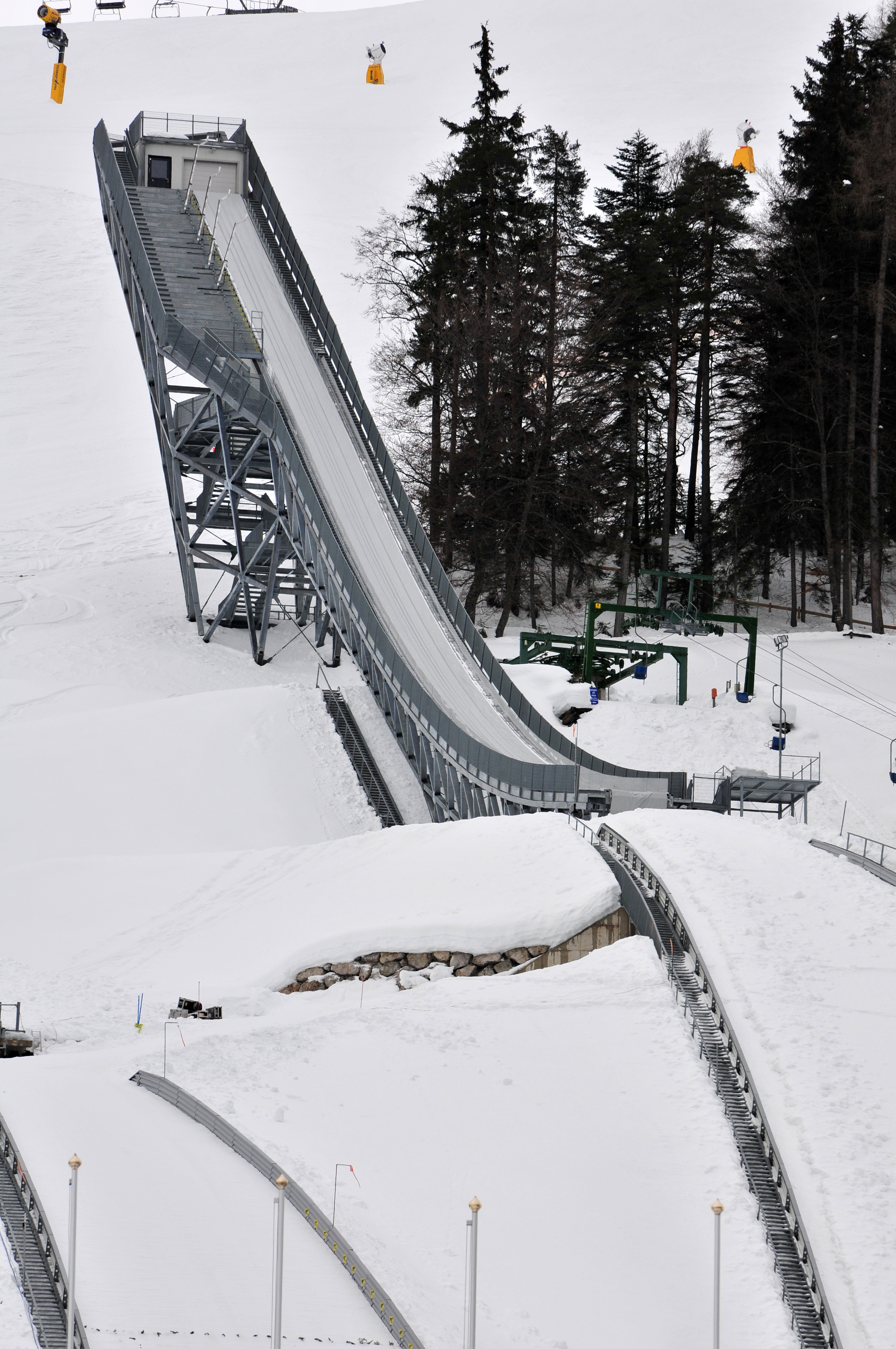
Le grand tremplin